# Tlumačov (Domažlicei járás)
Tlumačov település Csehországban, a Domažlicei járásban. Tlumačov Stráž, Všeruby, Pelechy, Domažlice, Mrákov, Pasečnice, Nevolice és Česká Kubice településekkel határos. Lakosainak száma 404 fő (2024. január 1.).

## Népesség
A település lakosságának változását az alábbi diagram mutatja:
| Lakosok száma | 695  | 760  | 730  | 553  | 473  | 406  | 432  | 427  | 419  | 404  |
|               | 1869 | 1890 | 1921 | 1950 | 1980 | 2001 | 2017 | 2019 | 2022 | 2024 |